# Province de Ba
Pour les articles homonymes, voir Ba.

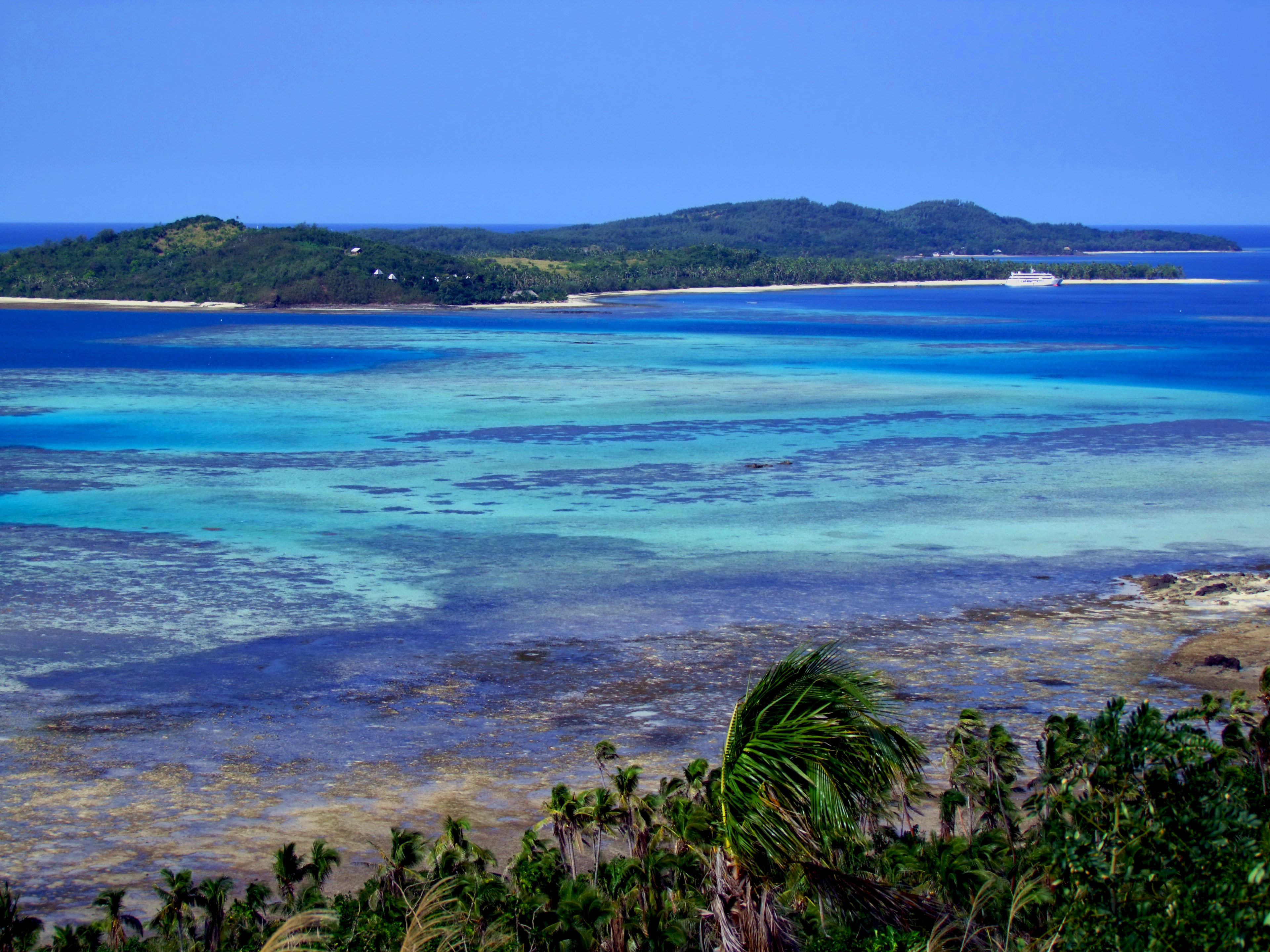
Archipel Yasawa

La province de Ba est une des quatorze provinces des Fidji qui occupe le nord-ouest de Viti Levu, l'île la plus étendue des Fidji. C'est la province la plus peuplée avec 231 760 habitants — plus d'un quart de la population totale (recensement de 2007). Elle couvre une superficie de 2 634 km2, la seconde la plus étendue.
La province comprend les districts de Ba, Magodro, Nadi, Nawaka, Tavua et Vuda. La ville de Lautoka et l'archipel Yasawa font également partie de la province.
Vuda Point est considéré comme le lieu d'atterrissage traditionnel des pirogues qui amenèrent les ancêtres mélanésiens des Fidjiens sur ces îles. Le village voisin de Viseisei est souvent considéré comme le plus ancien du pays.